# 물가 수준
일반 물가 수준(generic price level)은 특정 기간(일반적으로 하루) 동안 경제 또는 통화 연합에서 일부 재화 및 서비스 집합의 전반적인 가격을 어림잡아 측정한 것으로, 일부 기본 집합에 대해 정규화된다. 일반적으로 일반 물가 수준은 일일 물가지수(보통 일일 CPI)로 근사화된다. 일반 물가 수준은 초인플레이션 기간 동안 하루에 두 번 이상 변경될 수 있다.

## 같이 보기
- 물가지수
- 화폐수량설
- 임금 (경제학)